# زندبرگ
زندبرگ (به هلندی: Zandberg) یک منطقهٔ مسکونی در هلند است که در بورن (هلند) واقع شده‌است.